# Scheloribates elongatus
Scheloribates elongatus är en kvalsterart som först beskrevs av Warburton 1912.  Scheloribates elongatus ingår i släktet Scheloribates och familjen Scheloribatidae. Inga underarter finns listade i Catalogue of Life.